# Andover (Minnesota)
Andover es una ciudad ubicada en el condado de Anoka en el estado estadounidense de Minnesota. En el Censo de 2010 tenía una población de 30598 habitantes y una densidad poblacional de 339,19 personas por km².

## Geografía
Andover se encuentra ubicada en las coordenadas 45°15′26″N 93°20′7″O / 45.25722, -93.33528. Según la Oficina del Censo de los Estados Unidos, Andover tiene una superficie total de 90.21 km², de la cual 87.74 km² corresponden a tierra firme y (2.74%) 2.47 km² es agua.

## Demografía
Según el censo de 2010, había 30598 personas residiendo en Andover. La densidad de población era de 339,19 hab./km². De los 30598 habitantes, Andover estaba compuesto por el 93.23% blancos, el 1.69% eran afroamericanos, el 0.34% eran amerindios, el 2.23% eran asiáticos, el 0.01% eran isleños del Pacífico, el 0.6% eran de otras razas y el 1.9% pertenecían a dos o más razas. Del total de la población el 2.03% eran hispanos o latinos de cualquier raza.